# Вилхелм I (Майсен)
Вилхелм I „Едноокия“ (на немски: Wilhelm I, der Einäugige; * 19 декември 1343, Дрезден; † 9 февруари 1407; дворец Грима) от род Ветини, е маркграф на Майсен от 1382 до 1407 г.

## Живот
Той е третият син на маркграф Фридрих II „Сериозния“ (1310 – 1349) и съпругата му Матилда Баварска (1313 – 1346), дъщеря на император Лудвиг Баварски и Беатрикс от Силезия-Глогау.
След смъртта на баща му през 1349 г. Вилхелм управлява заедно с по-големите му братя Фридрих Строгия (1332 – 1381) и Балтазар (1336 – 1406). След смъртта на Фридрих Строгия страната е поделена в Хемниц на 13 ноември 1382 г. между братята Балтазар и Вилхелм и техните племенници Фридрих Войнственния, Вилхелм Богатия и Георг. Вилхелм получава Маркграфство Майсен.
От 1395 г. той управлява като щатхалтер на Йобст от Моравия също и Маркграфство Бранденбург. През 1404 г. Вилхелм подарява Августинския манастир в Дрезден и му дава собственост.
Вилхелм се жени първо за Елизабет от Моравия († 1400), след нейната смърт втори път той се жени за Анна фон Брауншвайг-Гьотинген. Двата му брака са бездетни, заради което той е наследен от племенниците му Фридрих IV, Фридрих Войнственния и Вилхелм Богатия.